# USS LST-215
O USS LST-215 foi um navio de guerra dos Estados Unidos da classe LST que operou durante a Segunda Guerra Mundial.